# HD 220957
HD 220957，又名BD-12 6496，SAO 165708、HR 8917，是一颗恒星，视星等为6.37，位于銀經67.58，銀緯-64.92，其B1900.0坐标为赤經23h 22m 52.9s，赤緯-11° -64.92′ 59″。